# Престбери
Престбери (англ. Prestbury) ― деревня и гражданский приход в графстве Чешир, примерно в 2 милях (3 км) к северу от Макклсфилда. По данным переписи 2001 года, его население составляло 3324 человека; по данным переписи 2011 года население увеличилось и составило 3471 человек. Церковный приход представляет собой то же самое, что и бывший приход местного самоуправления Престбери, который состоял из гражданских приходов Престбери, Адлингтон и Моттрам-Сент-Эндрю.

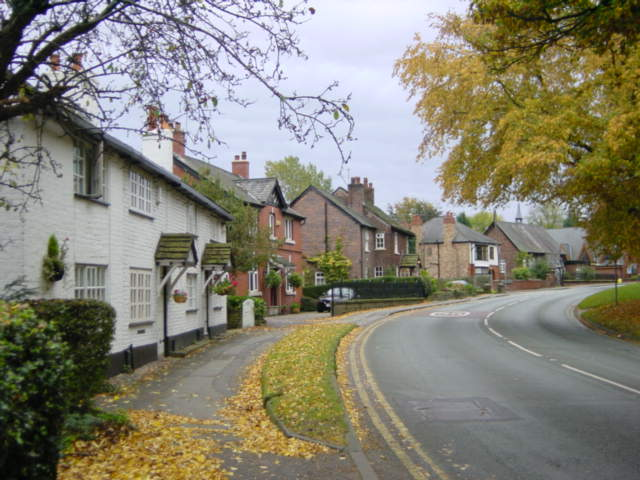
Макклсфилд-роуд, выходящая окнами на юг

Поскольку Престбери изначально был заселен священниками, его название происходит от слова Preôsta burh, что переводится как город священников, но также означает укрепленную ограду священника.
Престбери расположен между Макклсфилдом и Уилмслоу, по большей части на возвышенности над подверженной наводнениям рекой Боллин. Древний лес Макклсфилд находится к востоку.

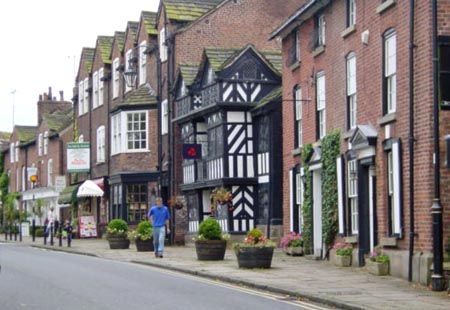
Деревня, северо-западная сторона

Нет никаких свидетельств существования поселения до саксонских времен, хотя кладбище неподалеку, раскопанное в 1808 году, содержало глиняные урны для кремации и следы жертвоприношений и предположительно было дохристианским.
В результате того, что изначально здесь поселились священники, они выбрали огороженное место с удобным для обороны берегом реки Боллин, где с обеих сторон была относительно возвышенная местность, так что переправиться через реку было легко. Оттуда они могли путешествовать по всем частям обширного, хотя и малонаселенного прихода, отчасти потому, что сельская местность была дикой и бесплодной, а отчасти потому, что лес был предназначен для охоты.
Церковь Святого Петра является зданием, внесенным в список Всемирного наследия ЮНЕСКО первой степени, и на ее церковном дворе в нормандской часовне установлен саксонский крест. Приходской мемориал погибшим в двух мировых войнах находится на западном крыльце.
Церковь Святого Иоанна в Адлингтоне является дочерней церковью церкви Святого Петра.
В 2001 году была построена новая методистская церковь.
Престбери входит в состав католического прихода Святого Григория в Боллингтоне.
Деревня является естественным транспортным узлом из-за расположения местности.
Дорога из Макклсфилда в Олтринчем (A538) обеспечивает движение между Макклсфилдом и Уилмслоу через центр деревни. Дорога Макклсфилд–Хейзел-Гроув (A523), построенная в 1810 году, проходит через весь приход в направлении север-юг, к востоку от деревни.
Автобусные маршруты 19 и 19X курсируют между Престбери и Макклсфилдом.
Железнодорожный вокзал Престбери расположен в нескольких минутах ходьбы от центра деревни. Он обслуживается северными поездами, курсирующими между Манчестером Пикадилли, Макклсфилдом и Сток-он-Трентом. Он был открыт 24 ноября 1845 года и реконструирован в 1986 году. Южная входная арка в железнодорожный туннель Престбери относится ко второму классу.